# Мартін Фріц
Мартін Фріц (нім. Martin Fritz) — австрійський лижний двоборець, призер чемпіонату світу.
Дві бронзові медалі світової першості Фріц виборов на чемпіонаті світу 2023 року, що проходив у словенській Планиці, в командних змаганнях чоловіків та змаганні змішаних команд на нормальному трампліні.